# Wirtschaftsrat des Vereinigten Wirtschaftsgebietes

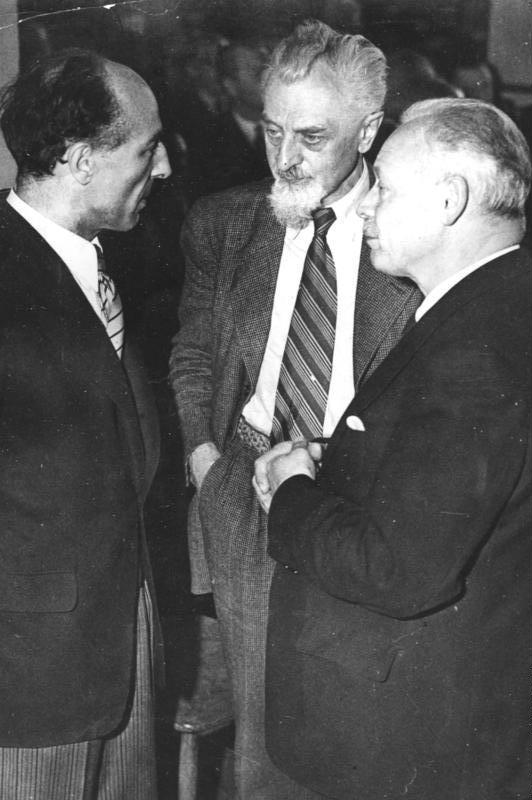
Tagung des Wirtschaftsrates des Vereinigten Wirtschaftsgebietes in Frankfurt am Main (Juni 1947): die Ministerpräsidenten Karl Arnold (Nordrhein-Westfalen), Hermann Lüdemann (Schleswig-Holstein) und Christian Stock (Hessen) (v. l. n. r.)

Der Wirtschaftsrat des Vereinigten Wirtschaftsgebietes  (Wirtschaftsrat der Bizone) war eine Institution in den Westzonen des besetzten Nachkriegsdeutschland. Ihr waren verschiedene Organe zugeordnet. Der Wirtschaftsrat erließ auch für die gesamte Bizone geltende Gesetze, die im Gesetzblatt der Verwaltung des Vereinigten Wirtschaftsgebietes verkündet wurden. Sitz des Wirtschaftsrats war Frankfurt am Main. Der Rat tagte im Westflügel der Frankfurter Börse.

## Vorgeschichte
Besonders der US-amerikanischen Militäradministration war es wichtig, möglichst rasch eine eigene deutsche Verwaltung zu bilden, unter anderem deshalb, weil sie die in ihrer Besatzungszone anfallenden Kosten decken wollte. Hierzu erbrachte der Zusammenschluss zur Bizone am 1. Januar 1947 die benötigten Synergieeffekte.
Zielsetzung war eine parlamentarisch abgestützte gemeinsame Wirtschaftsverwaltung. Hierzu mussten jedoch zunächst die strukturellen Unterschiede zwischen der Amerikanischen Besatzungszone, die früh Verwaltungsaufgaben an Deutsche übertragen hatte und föderal organisiert war, und der Britischen Besatzungszone, die erst später Verwaltungsaufgaben an Deutsche vergeben hatte und zentral organisiert war, beseitigt werden.
Ein erster Versuch wurde nach dem Scheitern der zwischen September 1946 und Juni 1947 existierenden Vorgänger – Zweizonen-Verwaltungsämter und Zweizonen-Verwaltungsräte – unternommen. Doch dieser Versuch blieb aufgrund nur weniger Befugnisse und unkoordinierter Räte erfolglos.

## Geschichte des Ersten Wirtschaftsrats
Als unmittelbarer Vorläufer des Wirtschaftsrats der Bizone ist eine britische Gründungsinitiative anzusehen, welche in Minden erstmals am 11. März 1946 eingesetzt wurde: der deutsche Wirtschaftsrat für die Britische Besatzungszone – zu diesem Zeitpunkt noch nicht koordiniert mit den Amerikanern.
Um den drängenden Problemen vereint entgegenzuwirken, gründeten die Militärregierungen der Bizone am 25. Juni 1947 einen gemeinsamen Wirtschaftsrat. Die Hauptaufgabe des ersten bizonalen Wirtschaftsrates war es, die katastrophale Versorgungssituation in Deutschland zu verbessern. Letzten Endes scheiterte der Wirtschaftsrat an dieser Aufgabenstellung, denn im Winter 1947/1948 kam es zu einer schweren Hungerkrise. Dass der Wirtschaftsrat die Krise nicht besser meisterte, lag in erster Linie an strukturellen Problemen. Wegen seiner zu geringen Abgeordnetenzahl und der unklaren Zuständigkeitsabgrenzungen zwischen den verschiedenen Organen wurde auch dieser aufgelöst. Der Erste Frankfurter Wirtschaftsrat bestand bis zum Februar 1948.

### Bestellung und Besetzung des Ersten Wirtschaftsrats
Seine Mitglieder wurden paritätisch von den Landtagen der Bizone gewählt. Auf ungefähr 750.000 Einwohner kam ein Abgeordneter, der erste Wirtschaftsrat bestand also aus 52 Abgeordneten. In der Übersicht sieht man, dass dementsprechend von den Landtagen entsandt wurden:
- KPD: 3
- SPD: 20
- WAV: 1
- DZP: 2
- CDU/CSU: 20
- Liberale: 4
- DP: 2

| Land                | Abgeordnete |
| ------------------- | ----------- |
| Nordrhein-Westfalen | 16          |
| Bayern              | 12          |
| Niedersachsen       | 08          |
| Hessen              | 05          |
| Württemberg-Baden   | 05          |
| Schleswig-Holstein  | 03          |
| Hamburg             | 02          |
| Bremen              | 01          |

Der erste Präsident des Wirtschaftsrates wurde Erich Köhler von der CDU.

#### Direktorium
Siehe auch: Direktorium des Ersten Wirtschaftsrates
Im Direktorium gab es fünf Direktoren, die Ausschüsse und Verwaltungen in den Bereichen
1. Wirtschaft (Johannes Semler, CSU)
2. Ernährung, Landwirtschaft und Forsten (Hans Schlange-Schöningen, CDU)
3. Finanzen (Alfred Hartmann, CSU)
4. Post- und Fernmeldewesen (Hans Schuberth, CSU)
5. Verkehr (Edmund Frohne, CDU)

leiteten. Sie wurden vom Exekutivrat vorgeschlagen und vom Wirtschaftsrat gewählt. Als die SPD nicht das Wirtschaftsdirektorium erhielt, ging sie in die Opposition und überließ der CDU/CSU alle Direktoren. Getragen wurde der Exekutivrat von CDU/CSU, FDP und DP.

#### Exekutivrat
Der Exekutivrat bestand aus acht Mitgliedern, die von den acht Landesregierungen der Bizone entsandt wurden. Zunächst hatte die SPD sechs Stimmen und die CDU/CSU zwei inne, später verschoben sich die Kräfteverhältnisse zu fünf Sitzen der SPD gegen drei Sitze der CDU/CSU. Die SPD-Mehrheit im Exekutivrat führte dazu, dass die ursprünglich vorgesehene stärkere Rolle des Exekutivrats nicht umgesetzt wurde. General Lucius D. Clay befürchtete, Deutschland könne sonst zum Sozialismus abdriften.

### Aufgaben und Wirkungen des Ersten Wirtschaftsrats
Aufgabe des Wirtschaftsrates war es, Gesetzesinitiativen zu starten, über Gesetze zu beraten und diese mit absoluter Mehrheit zu erlassen, außerdem wählte er die Direktoren. Alle Entscheidungen standen unter dem Vorbehalt einer Genehmigung durch das Bipartite Control Office der Alliierten in Frankfurt. Man kann ihn also als Legislative bezeichnen.

#### Aufgaben des Direktoriums
Aufgabe des Direktoriums war es, die Ausschüsse und vor allem die unter ihnen stehenden Verwaltungen zu leiten und nach außen zu repräsentieren. Außerdem hatten es das Recht, Gesetzesinitiativen zu formulieren, die jedoch zunächst dem Exekutivrat vorgelegt werden mussten, um dann an den Wirtschaftsrat weitergeleitet zu werden. Außerdem wirkte das Direktorium als eine Art Exekutive, da die Direktoren die Umsetzung der Gesetze garantieren sollten.

#### Aufgaben des Exekutivrats
Aufgabe des Exekutivrates war es, die Länderinteressen zu vertreten. Ihm kam dabei eine Mischung aus Exekutive und Kabinett zu. Er sollte Gesetzesinitiativen starten (Kabinett), aber auch die Arbeit der Direktoren und Verwaltungen sowie die Gesetze des Wirtschaftsrates kommentieren und kontrollieren. Außerdem reichte er die Gesetzesinitiativen der Direktoren weiter.

## Geschichte des Zweiten Wirtschaftsrats
- KPD: 6
- SPD: 40
- WAV: 2
- DZP: 4
- CDU/CSU: 40
- Liberale: 8
- DP: 4

Der Zweite Wirtschaftsrat wurde mit weitergehenden Rechten ausgestattet; entsprechend erfüllte er die an ihn gestellten Aufgaben zufriedenstellend und wurde erst mit Konstituierung des Deutschen Bundestages am 7. September 1949 aufgelöst. Einige seiner Gesetze haben jedoch bis zum heutigen Tag Bestand.

### Bestellung und Besetzung des Zweiten Wirtschaftsrats
Der Zweite Frankfurter Wirtschaftsrat bestand aus den gleichen 52 Abgeordneten wie der erste, hinzu kamen jedoch weitere 52 Abgeordnete, die wiederum paritätisch von den Landtagen gewählt und entsandt wurden.

#### Verwaltungsrat
Im Verwaltungsrat gab es nun Direktoren mit den sechs Ressorts:
1. Wirtschaft (Ludwig Erhard, parteilos)
2. Ernährung, Landwirtschaft und Forsten (Hans Schlange-Schöningen, CDU)
3. Finanzen (Alfred Hartmann, CSU)
4. Post- und Fernmeldewesen (Hans Schuberth, CSU)
5. Verkehr (Edmund Frohne, CDU)
6. Arbeit (Anton Storch, CDU).

Die Direktoren wurden vom Länderrat vorgeschlagen und vom Wirtschaftsrat berufen. Über ihnen stand der ressortlose Oberdirektor des Verwaltungsrates, Hermann Pünder (CDU).

#### Länderrat
In den Länderrat entsandte jede Landesregierung zwei Räte, ihre Verteilung war: 9 SPD, 6 CDU, 1 Zentrumspartei.

### Aufgaben und Wirkungen des Zweiten Wirtschaftsrats
Der Zweite Wirtschaftsrat hatte dieselben Rechte wie der erste, hinzu kam jedoch das Recht, einen Haushalt zu verabschieden. Dieser bestand im Wesentlichen aus:
- Teilen der Lohn-, Körperschafts- und Einkommensteuer
- Einnahmen aus Deutscher Post und Deutscher Reichsbahn im Vereinigten Wirtschaftsgebiet
- indirekten Steuern bzw. Verbrauchsteuern
- Einnahmen aus Zöllen
- der Möglichkeit, zur Deckung des Haushalts Kredite aufzunehmen

Wiederum stand dies unter Genehmigungsvorbehalt der Militärregierungen.

#### Aufgaben des Verwaltungsrates
Auch der Verwaltungsrat hatte im Grunde die gleichen Aufgaben wie das Direktorium. Er durfte jedoch direkt Gesetzesinitiativen in den Wirtschaftsrat einbringen, wovon er reichlich Gebrauch machte. Dem Oberdirektor kam die Aufgabe zu, die Direktoren aufeinander abzustimmen, um Doppelarbeit und Missverständnisse zu verhindern.

#### Aufgaben des Länderrates
Auch der zweite Länderrat hatte dieselben Aufgaben wie der erste, doch sollte er zu allen beschlossenen Gesetzen Stellung nehmen.